# سفاديستانا

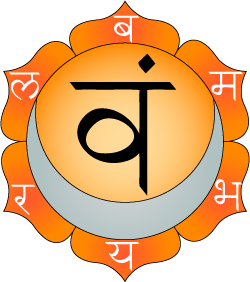
تظهر شاكرا سفاديستانا وبها ست بتلات، تحمل أحرف سنسكريتية با - بها - ما - يا - را - لا. وصوت الجذر في المركز هو (ڤام). ومرتبطة بعنصر الماء الذي يظهر على شكل هلال فضي.

سفاديستانا (بالسنسكريتية: स्वाधिष्ठान)‏ وهي الشاكرا الرئيسية الثانية حسب تنترا الهندوسية وتسمى بالعربية بشاكرا العجز لوقوعها في منطقة العجز أو العصعص تتمثل باللون البرتقالي حسب التنترا الهندوسية بالرغم من شكل جذره المربع يكون عادة بالأصفر.
ومعنى اسم الشاكر حرفيا هو عجلة تدعيم تنفس الحياة، وتعرف أيضا باسم الشاكرا المقدسة. وترتبط بعنصر الماء وتهيمن على حاسة التذوق.

## الوصف

### الموقع
توجد السفاديستانا في عجز الذنب وتبعد اصبعين فوق شاكرا مولادارا. ولها ستة بتلات التي تطابق ميول فريتي للمحبة والقسوة والشعور بالأمور المدمرة كالازدراء والهذيان والشك وهي مسؤولة عن الاحتياجات الأساسية للجنس والخلق والتعليم وتقييم الإنسان لنفسه والصداقة والعاطفة ومقدرتها للربط بالاخرين بطريقة ودية. والنقطة المطابقة لها في الجزء الأمامي من الجسم أي على عظم العانة.

### المظهر
كما هو موضح فإن شاكرا سفاديستانا أشبه بلوتس أسود مع 6 بتلات برتقالية مائلة للحمرة، وبداخل اللوتس هلال أبيض تكون من خلال دائرتين داخليتين مختلفتي الحجم، بحيث دائرة داخل الأخرى. الهلال هو منطقة مياه الذي هو عنصرها الأساسي. ولكلا الدائرتين الداخليتين بتلات، فالكبرى لها 8 بتلات موجهة للخارج أما الصغرى فلديها 8 بتلات موجهة إلى الداخل.

## الوظيفة
ترتبط سفاديستانا مع اللاوعي ومع المشاعر. وهي قريبة الصلة مع المولادارا حيث سفاديستانا هي حيث الانطباعات العميقة المختلفة المسماة سامسكارا samskaras نتيجة أفعال الكارما تظل كامنة فيها، أما في المولادارا فإن سامسكارا تظهر انطباعاتها. وترتبط طاقتها مع عنصر الماء وبالمملكة النباتية وتهيمن على حاسة التذوق ونشاط الإنتاج.
تحتوي سفاديستانا على رغبات العقل الباطن وخصوصا النشاط الجنسي ولهذا السبب يقال أن رفع شاكتي الكونداليني (طاقة الإدراك) فوق السفاديستانا صعب جدا. وتسيطر على الأعضاء والغدد التالية: الكلى والجلد وأعضاء التناسل الأنثوية. والصفات النفسية المهيمينة عليها: قابلية تكوين الصداقات والإبداع والصحة النفسية.
من خلال التأمل في سفاديستانا فإنه يمكن الحصول على القوى الخارقة أو الغامضة التالية: بحيث يتحرر الشخص من جميع اعدائه، القوة البدنية والكفاءة الجنسية التفكير الخلاق والقدرة على تمييز الأشياء.